# ۱۰۷۶ (قمری)
۱۰۷۶ (قمری)، هزار و هفتاد و ششمین سال در گاهشماری هجری قمری است. اول محرم این سال برابر با چهاردهم ژوئیه سال ۱۶۶۵ میلادی است.